# トーマス・クルーズ (サッカー選手)
トーマス・クルーズ（Thomas Cruise、1991年3月9日 - ）は、イングランド出身の元サッカー選手。現役時代のポジションはDF。

## 経歴
アーセナルのユースチームで活躍し、イングランドのユース世代にも選ばれている。レフティーで、スピードやテクニック、展開力を持ち、その才能は中盤でも発揮される。キーパーを務めた経験もあるユーティリティーな選手。
2009年12月9日、チャンピオンズリーググループリーグ最終戦オリンピアコス戦でトップチームデビュー。アーセナルはすでにグループリーグ首位通過を決めていたことから平均年齢21歳という若手中心のメンバーで臨み、0-1で敗れた。
2010年10月、フットボールリーグ1（3部相当）のカーライル・ユナイテッドへローン移籍。シーズン終了後にアーセナルから放出された。
その後、セリエBのサンプドリア、フットボールリーグ1のスカンソープ・ユナイテッドなどのトライアルを受け、2012年2月にはMLSのニューイングランド・レボリューションのトレーニングに参加した。
2012年6月、フットボールリーグ2（4部相当）のトーキー・ユナイテッドと契約。

## 所属クラブ
- 2009年-2011年  アーセナル
  - 2010年-2011年  カーライル・ユナイテッド (loan)
- 2012年-2015年  トーキー・ユナイテッド

## エピソード
- 俳優のトム・クルーズの本名であるトーマス・クルーズと同じ名前である。